# جامعة الله آباد
جامعة الله آباد (بالهندية: इलाहाबाद विश्वविद्यालय) هي جامعة عامة تقع في وسط مدينة الله آباد الهندية وهي واحدة من أقدم الجامعات التي أنشئت في شبه القارة الهندية وهي تستخدم اللغة الإنجليزية في التدريس، كانت بدايتها تكمن في كلية سنترال موير والتي سميت على اسم الملازم حاكم المقاطعات الشمالية الغربية، السير وليام موير في عام 1876، الذي اقترح فكرة الجامعة المركزية في الله آباد، والتي تطورت لاحقا إلى الجامعة الحالية، كما يطلق عليها اسم «أوكسفورد الشرق».